# Ла-Магделен (Валле-д'Аоста)
Ла-Магделен, Ла-Маґделен (фр. La Magdeleine) — муніципалітет в Італії, у регіоні Валле-д'Аоста.
Ла-Магделен розташована на відстані близько 590 км на північний захід від Рима, 25 км на схід від Аости.
Населення — 109 осіб (2014).
Щорічний фестиваль відбувається 23 липня. 

## Демографія
Населення за роками:

Станом на 1 січня 2023 року в муніципалітеті іноземці офіційно не проживали.

## Сусідні муніципалітети
- Анте-Сент-Андре
- Аяс
- Шамуа
- Шатійон